# Catedral de São Magno

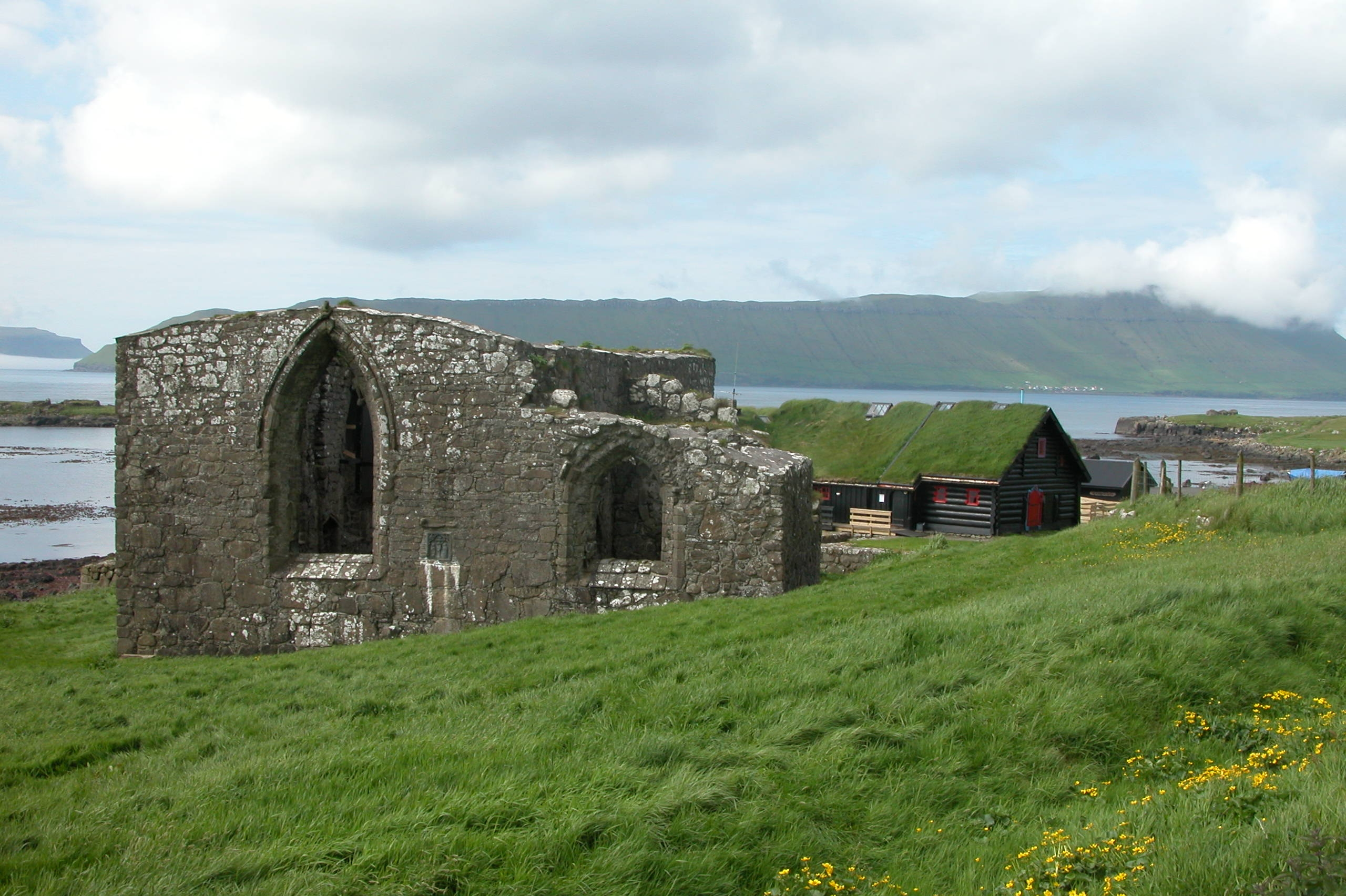
Ruínas da Catedral de São Magno

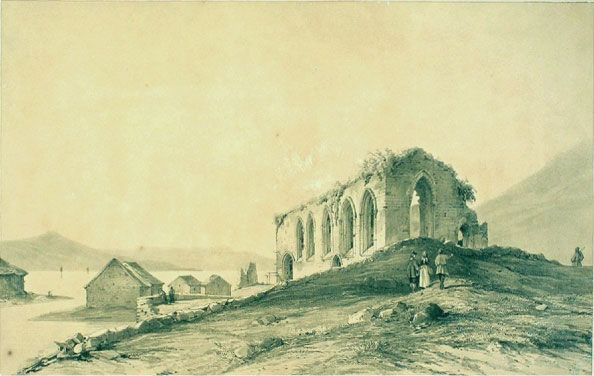
A catedral em 1839

A Catedral de São Magno, atualmente existindo apenas suas ruínas, foi uma catedral católica na aldeia de Kirkjubøur, em Streymoy, nas Ilhas Feroé. Ela foi construída pelo bispo Erlendur por volta do ano de 1300, mas o edifício nunca foi concluído. A catedral está em um estado inacabado até hoje. O prédio nunca teve um telhado, sendo esta catedral o maior e mais belo edifício medieval, das Ilhas Feroé.
Fotos das ruínas com destaque em uma série de selos das Ilhas Feroé em 1988:

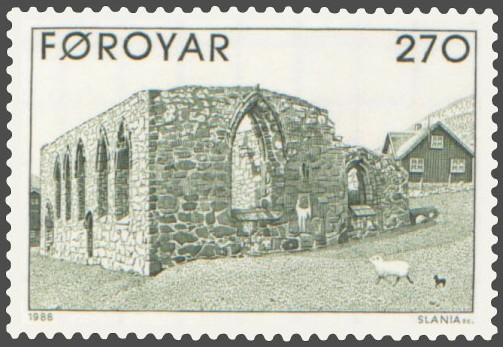
FR 169: A catedral. Observe o detalhe da ovelha e do cordeiro em primeiro plano.
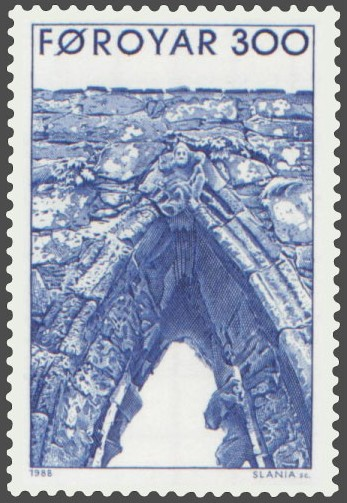
FR 170: Detalhe de um arco gótico.
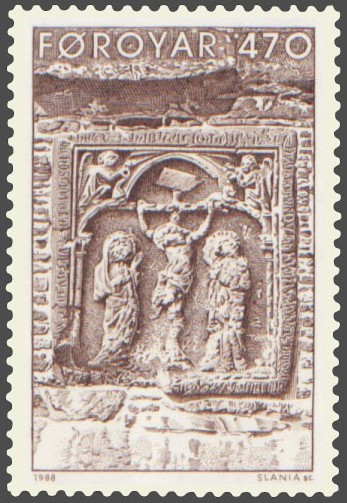
FR 171: A crucificação em uma parede interior.
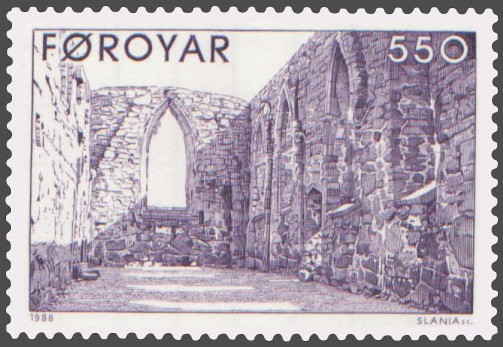
FR 172: Parte interna das ruínas.